# Oro (película)
Oro  es una película española dirigida por Agustín Díaz Yanes, estrenada en noviembre de 2017. Se trata de un relato de carácter histórico ambientado en el siglo XVI, basado en un relato breve escrito por Arturo Pérez Reverte. Tiene como actores principales a José Coronado, Raúl Arévalo, Bárbara Lennie, Anna Castillo, Óscar Jaenada,  Juan José Ballesta, Amaruk Kayshapanta. Antonio Dechent y José Manuel Cervino.

Díaz Yanes y Pérez Reverte ya habían colaborado en 2006 en la película Alatriste, sobre el personaje de Pérez Reverte de la España del siglo XVII.

## Argumento
Oro es una película de aventuras ambientada en la conquista de América en el siglo XVI, que narra la búsqueda de una ciudad de oro.
La historia narra la búsqueda de esta ciudad en la selva amazónica, dentro del ámbito de la conquista de América, durante el siglo XVI e inspirada en las expediciones de los conquistadores españoles Lope de Aguirre, Núñez de Balboa, Hernán Cortés o Cabeza de Vaca en la búsqueda de "El dorado" o de "el Rey Blanco"

## Producción
Con un presupuesto aproximado de ocho millones de euros, empezó a rodarse en marzo de 2016. La producción corresponde a Atresmedia, Apaches Entertainment, Sony Pictures España y el propio Arturo Pérez Reverte. Los escenarios elegidos para su rodaje fueron la selva de Panamá, Andalucía, Chamorga en Tenerife y Madrid.

## Recepción
A pesar de su participación en el proyecto, Pérez-Reverte criticaría al año siguiente el tratamiento que el equipo de producción dio a su historia original, tuiteando: "en una historia original de épica y crueldad, se les olvidó la épica". En 2019, con motivo del lanzamiento del libro de Juan Eslava Galán La Conquista de América contada para escépticos, Reverte añadiría: "en el guión base había crueldad y épica, dureza y luz; al llevarlo al cine, el equipo no vio la épica y dejó una banda de delincuentes. La parte admirable ha desaparecido."

## Antecedentes
Otras películas que han tocado anteriormente el tema del descubrimiento y la conquista de América, con diferentes tratamientos han sido:
- El capitán de Castilla, (1947) película de Henry King, película sobre la conquista de México por parte de Hernán Cortés.
- Los conquistadores del Pacífico, (1963) película del director José María Elorrieta sobre la expedición de Vasco Núñez de Balboa
- The Royal Hunt of the Sun, (1969) sobre la captura del inca Atahualpa.
- La Araucana, (1971), película del director Julio Coll sobre la conquista de Chile liderada por Pedro Valdivia
- Aguirre, der Zorn Gottes (Aguirre, la cólera de Dios),  (1972) película del director alemán Werner Herzog sobre Lope de Aguirre.
- La misión, (1986) película del director franco-británico Roland Joffé sobre una misión de jesuitas en la época de las monarquías absolutistas de España y Portugal tras el Tratado de Madrid.
- El Dorado, (1988) de Carlos Saura sobre el explorador Lope de Aguirre.
- Alba de América, (1951) película de Juan de Orduña, sobre Cristóbal Colón y el descubrimiento de América.
- 1492: la conquista del paraíso, (1992) dirigida por el británico Ridley Scott.
- Pocahontas, Mike Gabriel y Eric Goldberg (1995) Walt Disney Pictures.
- La ruta hacia El Dorado, (2000) Dreamworks Animation.
- Apocalypto (2006), de Mel Gibson.